# هیئل
هیئل (به هلندی: Heille) یک منطقهٔ مسکونی در هلند است که در اسلایس واقع شده‌است.